# Nicole Tubiola
Nicole Tubiola (Bullhead City, 7 agosto 1979) è un'attrice statunitense.
È conosciuta principalmente per il  ruolo di Dani Davis nella serie televisiva Wildfire. Ha anche partecipato al film tv Il mio finto fidanzato (2009), trasmesso da ABC Family. È sposata con Kieren Hutchison, anch'egli nel cast di Wildfire.

## Filmografia

### Cinema
- Imaginary Heroes, regia di Dan Harris (2004)
- Fired Up! - Ragazzi pon pon (Fired Up!), regia di Will Gluck (2009)
- Wake, regia di Ellie Kanner (2009)
- Wake Up, regia di Hannah Macpherson - cortometraggio (2010)

### Televisione
- La squadra del cuore (Hang Time) - serie TV, episodio 4x09 (1998)
- Brutally Normal - serie TV, episodio 1x03 (2000)
- Amanda Show (The Amanda Show) - serie TV, episodi 2x03-2x17-2x19 (2000)
- The Steve Harvey Show - serie TV, episodio 6x06 (2001)
- Undressed - serie TV, episodi 4x16 (2001)
- The District - serie TV, episodio 2x20 (2002)
- Wild - Agguato sulle montagne (Sabretooth) - regia di James Hickox - film TV (2002)
- Boston Public - serie TV, episodio 4x02 (2003)
- Wildfire - serie TV, 51 episodi (2005-2008)
- Il mio finto fidanzato (My Fake Fiance), regia di Gil Junger - film TV (2009)